# Rijksbeschermd gezicht Arnhem - Sonsbeekpark e.o.
Gezicht Arnhem - Sonsbeekpark e.o. is een van rijkswege beschermd stadsgezicht in Arnhem in de Nederlandse provincie Gelderland. Het omvat de parken Sonsbeek en Zypendaal, de Transvaalbuurt, en een groot deel van de Burgemeesterswijk. De procedure voor aanwijzing werd gestart op 27 april 2005. Het gebied is definitief aangewezen. Het beschermd gezicht beslaat een oppervlakte van 229,1 hectare.
Panden die binnen een beschermd gezicht vallen krijgen niet automatisch de status van beschermd monument. Wel zal de gemeente het bestemmingsplan aanpassen om nieuwe ontwikkelingen in het gebied te reguleren. De gezichtsbescherming richt zich op de stedenbouwkundige en cultuurhistorische waardering van een gebied en wil het toekomstig functioneren daarvan veiligstellen.